# Zvi Guershoni
Zvi Guershoni (Gershoni, citește „Gherșoni”, în ebraică צבי גרשוני) (n. 1915, Bălți, Basarabia - d. 1 septembrie 1976) a fost un politician israelian originar din România, care a deținut funcția de deputat în Knesset-ul (Parlamentul) statului Israel (1969-1976). 

## Biografie
Zvi Guershoni s-a născut în anul 1915, în orașul Bălți din provincia Basarabia (pe atunci parte componentă a Rusiei). A urmat cursurile Școlii elementare și ale Liceului evreiesc în România. Ca elev de liceu, el a făcut parte din organizațiile “Tânărul Maccabi” și “Gordonia”. A fost membru al conducerii organizației “Gordonia” din România, precum și membru în Comitetul Central al “Ha’Halutz” din aceeași țară. 
În anul 1936, a emigrat în Palestina, unde a lucrat ca agricultor în livezile din jurul orașului Rehovot (1936), precum și în portul Haifa (1937-1940). În paralel, a urmat cursurile Facultății de Științe Economice din cadrul Universității Evreiești din Palestina. 
Devine apoi unul din fondatorii kibbutz-ului Nir-Am din deșertul Negev (1943), secretar al Comitetului Coloniilor din Negev în perioada războiului de eliberare. De asemenea, a servit și ca emisar în lagărele de refugiați ale supraviețuitorilor Holocaustului din Europa (1946-1947). Membru activ al asociației kibbutz-urilor “Ihud”, Guershoni a îndeplinit și funcția de secretar cu probleme interne al organizației respective. 
Devenit membru al Partidului Muncii (MAPAI), Zvi Guershoni a fost ales ca deputat în Knesset în două legislaturi (1969-1976). În această calitate, a fost membru al Comitetului pentru Probleme Financiare. Cel de-al doilea mandat nu a fost dus până la capăt, deoarece a încetat din viață la data de 1 septembrie 1976. 

## Funcții publice în Israel
Zvi Guershoni a deținut următoarele funcții publice: 
- deputat în Knesset din partea coaliției Alinierea (1969-1976)